# Megachoriolaus ignitus
Megachoriolaus ignitus är en skalbaggsart som först beskrevs av Schaeffer 1908.  Megachoriolaus ignitus ingår i släktet Megachoriolaus och familjen långhorningar. Inga underarter finns listade i Catalogue of Life.